# Хёуге, Мари
Мари Октавия Нильсен Хёуге (норв. Marie Octavia Nielsen Hauge; 8 июля 1864[…], Драммен, Бускеруд — 11 ноября 1931[…], Осло) — норвежская художница и скульпторша.

## Жизнь и творчество

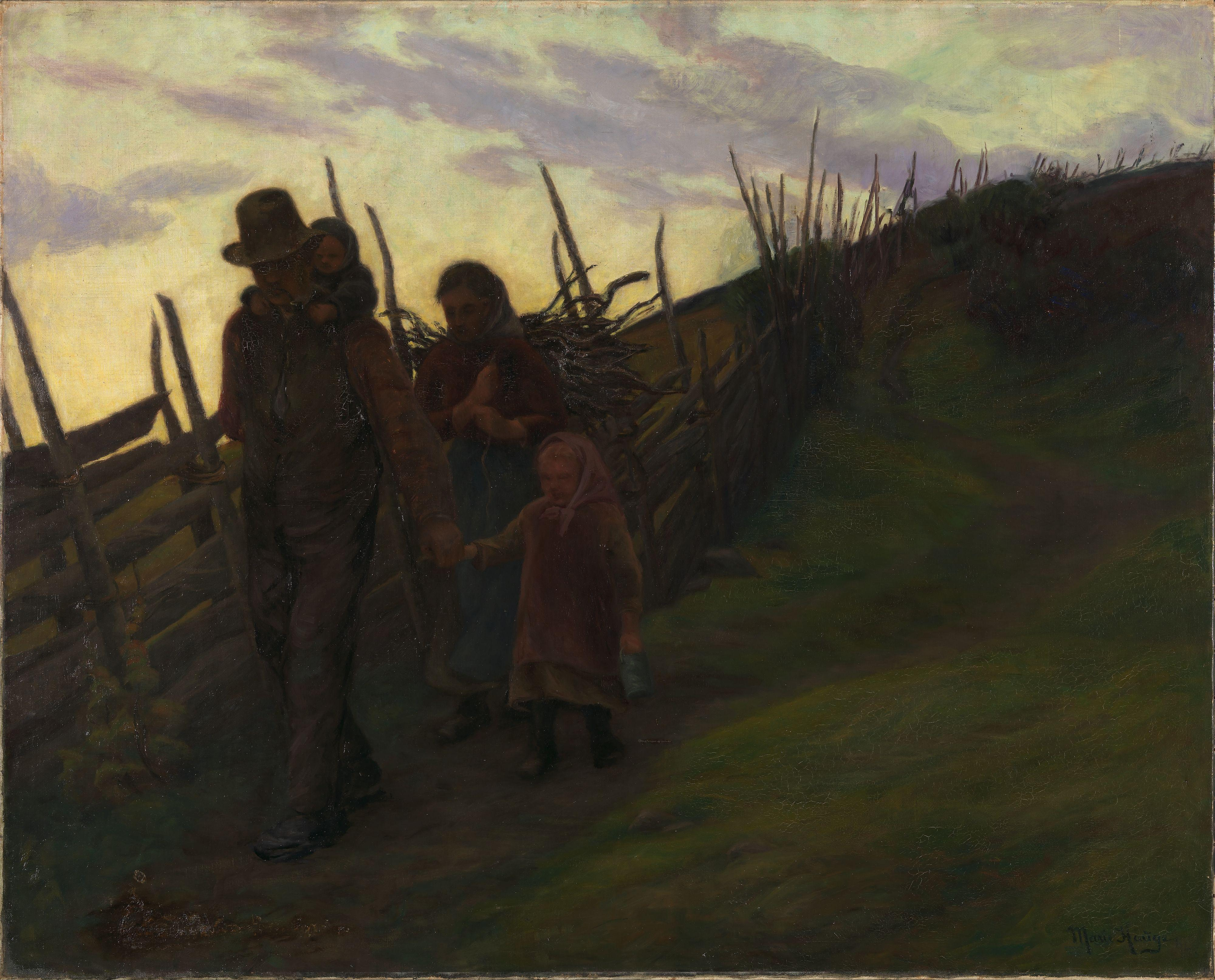
Семья по дороге домой, 1896

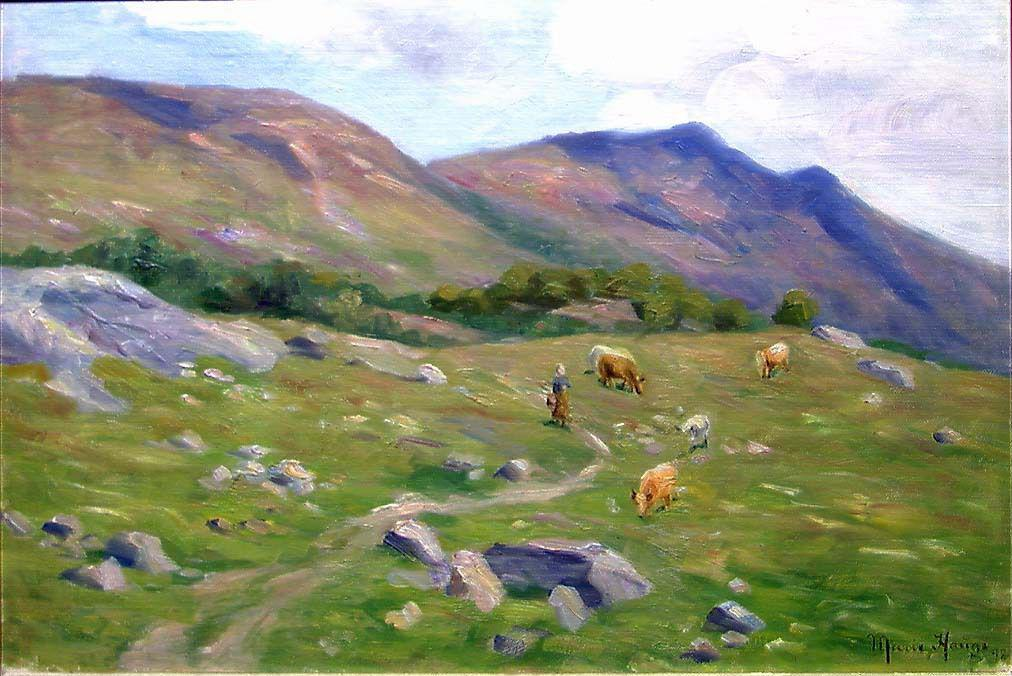
Горный пейзаж с коровами, 1898

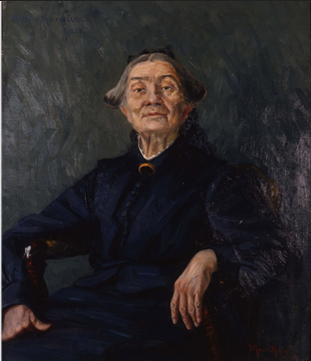
Портрет Аасты Ханстин, 1903

Мари Хёуге родилась в Драммене в семье купца Ганса Тулина Нильсена Хёуге (1830—1892) и Эмили Зиглер (1828—1879). Со стороны отца она была родственницей проповедника и промышленного предпринимателя Ганса Нильсена Хёуге.
В период 1888–1896 годов Мари Хёуге обучалась у многих известных художников, таких как Ханс Хейердал, Эйлиф Петерссен, Эрик Вереншёлль, Свен Йоргенсен и Гарриет Баккер. Баккер описывается как самый влиятельный. Мари Хёуге также много раз останавливалась за границей, что было центральным источником её вдохновения. В начале XX века она была в Париже (1903–1907), где была студенткой Академии Коларосси и Академии изящных искусств. Здесь она также изучала анатомию.
Мари Хёуге дебютировала на выставке Художественной ассоциации Драммена в 1890 году и впоследствии провела ряд выставок, как персональных, так и участвуя в коллективных выставках. Свою первую персональную выставку она провела у Бломквиста в 1901 году. Наряду с картинами, он также сделал множество статуй и рельефов небольшого формата. На выставке Haustutstillinga в 1905 году он участвовал в качестве скульптора.
Мари Хёуге представлена в Национальной галерее с двумя картинами: «Горный пейзаж» 1898 года и «Семья на пути домой». Она также написала алтарный образ для церкви Оре в 1906 году, изобразив Иисуса в Гефсимании. Её портрет Аасты Ханстин (1902, постоянная галерея Постоянная галерея Художественного объединения Драмменса) считается шедевром.
Хёуге принимала активное участие в движении за права женщин в качестве члена Норвежской ассоциации по делам женщин и Ассоциации женщин с избирательными правами. Она нарисовала виньетку в Нюленде с подсолнухом, которая использовалась с 1901 года.

## Общественные работы

#### Украшения и работы в государственных коллекциях
- Portrett av rektor Marius Nygaard, Drammens offentlige høyere almenskole 1912
- Portrett av fru Evenstad, Stor-Elvdal kapell, Opphus
- Nasjonalgalleriet, Oslo
- Bergen Billedgalleri
- Lillehammer Bys malerisamling
- Drammens Kunstforening Faste Galleri
- Haugesund Billedgalleri
- Skiens Faste Galleri
- Oslo Bymuseum
- Nationalmuseum, Stockholm
- Oslo kommunes kunstsamlinger

## Отдельные выставки
- 1901: Blomqvists Kunsthandel, Kristiania
- 1908: Blomqvists Kunsthandel, Kristiania
- 1909: Bergens Kunstforening
- 1911: Kunstnarforbundet, Kristiania
- 1916: Kunstnarforbundet, Kristiania
- 1921: Kunstnarforbundet, Kristiania